# Золотой глобус (премия, 1982)
39-я церемония вручения наград премии «Золотой глобус»

30 января 1982 года
Лучший фильм (драма): 

«На золотом озере»
Лучший фильм (комедия или мюзикл): 

«Артур»
Лучший драматический сериал: 

«Блюз Хилл стрит»
Лучший сериал (комедия или мюзикл): 

«МЭШ»
Лучший мини-сериал или телефильм: 

«Билл» и «К востоку от рая»
< 38-я Церемонии вручения 40-я >
39-я церемония вручения наград премии «Золотой глобус» за заслуги в области кинематографа и телевидения за 1981 год состоялась 30 января 1982 года в Beverly Hilton Hotel (Лос-Анджелес, Калифорния, США). Номинанты были объявлены 7 января 1982.

## Список лауреатов и номинантов

### Игровое кино
Количество наград/номинаций:
- 1/7: «Красные»
- 0/7: «Рэгтайм»
- 3/6: «На золотом озере»
- 4/5: «Артур»
- 0/4: «Времена года»
- 1/3: «Женщина французского лейтенанта» / «Гроши с неба» / «Только когда я смеюсь» / «Бабочка»
- 0/3: «Принц города» / «Атлантик-Сити»
- 0/2: «Без злого умысла» / «Первый понедельник октября»
- 1/1: «Огненные колесницы»

 • Победители выделены отдельным цветом. 
| Категории                             | Лауреаты и номинанты | Лауреаты и номинанты |                 |
| ------------------------------------- | --- | --- | --------------- |
| Лучший фильм (драма)                  | • На золотом озере / On Golden Pond (Брюс Гилберт)                                                                                   | • На золотом озере / On Golden Pond (Брюс Гилберт)                                                                                   |                 |
| Лучший фильм (драма)                  | • Женщина французского лейтенанта / The French Lieutenant's Woman (Леон Клор)                                                        | |                 |
| Лучший фильм (драма)                  | • Принц города / Prince of the City (Джей Прессон Аллен)                                                                             | |                 |
| Лучший фильм (драма)                  | • Рэгтайм / Ragtime (Дино Де Лаурентис)                                                                                              | |                 |
| Лучший фильм (драма)                  | • Красные / Reds (Уоррен Битти) | |                 |
| Лучший фильм (комедия или мюзикл)     | • Артур / Arthur | • Артур / Arthur |                 |
| Лучший фильм (комедия или мюзикл)     | • Сукин сын / S.O.B. | |                 |
| Лучший фильм (комедия или мюзикл)     | • Времена года / The Four Seasons | |                 |
| Лучший фильм (комедия или мюзикл)     | • Костюм фасона «зут» / Zoot Suit | |                 |
| Лучший фильм (комедия или мюзикл)     | • Гроши с неба / Pennies from Heaven                                                                                                 | |                 |
| Лучший режиссёр                       | | • Уоррен Битти за фильм «Красные» |                 |
| Лучший режиссёр                       | • Милош Форман — «Рэгтайм» | |                 |
| Лучший режиссёр                       | • Сидни Люмет — «Принц города» | |                 |
| Лучший режиссёр                       | • Луи Маль — «Атлантик-Сити» | |                 |
| Лучший режиссёр                       | • Марк Райделл — «На золотом озере»                                                                                                  | |                 |
| Лучший режиссёр                       | • Стивен Спилберг — «Индиана Джонс: В поисках утраченного ковчега»                                                                   | |                 |
| Лучший актёр в драматическом фильме   | | • Генри Фонда — «На золотом озере» (за роль Нормана Тэйера)                                                                          |                 |
| Лучший актёр в драматическом фильме   | • Уоррен Битти — «Красные» (за роль Джона Рида)                                                                                      | |                 |
| Лучший актёр в драматическом фильме   | • Тимоти Хаттон — «Отбой» (за роль старшего кадета Брайана Морлэнда)                                                                 | |                 |
| Лучший актёр в драматическом фильме   | • Берт Ланкастер — «Атлантик-Сити» (за роль Лу Паскаля)                                                                              | |                 |
| Лучший актёр в драматическом фильме   | • Трит Уильямс — «Принц города» (за роль Дэниела Чьелло)                                                                             | |                 |
| Лучшая актриса в драматическом фильме | Мерил Стрип | • Мерил Стрип — «Женщина французского лейтенанта» (за роль Сары Вудраф / Анны)                                                       |                 |
| Лучшая актриса в драматическом фильме | Мерил Стрип | • Салли Филд — «Без злого умысла» (за роль Меган Картер)                                                                             |                 |
| Лучшая актриса в драматическом фильме | Мерил Стрип | • Кэтрин Хепбёрн — «На золотом озере» (за роль Этэль Тэйер)                                                                          |                 |
| Лучшая актриса в драматическом фильме | Мерил Стрип | • Дайан Китон — «Красные» (за роль Луизы Брайант)                                                                                    |                 |
| Лучшая актриса в драматическом фильме | Мерил Стрип | • Сисси Спейсек — «Бродяга» (за роль Ниты Лонгли)                                                                                    |                 |
| Лучший актёр в комедии или мюзикле    | | • Дадли Мур — «Артур» (за роль Артура Баха)                                                                                          |                 |
| Лучший актёр в комедии или мюзикле    | • Алан Алда — «Времена года» (за роль Джека Берроуза)                                                                                | |                 |
| Лучший актёр в комедии или мюзикле    | • Джордж Хэмилтон — «Зорро, голубой клинок» (англ.) (за роль Дона Диего Вега / Рамона Вега / Зорро)                                  | |                 |
| Лучший актёр в комедии или мюзикле    | • Стив Мартин — «Гроши с неба» (за роль Артура Паркера)                                                                              | |                 |
| Лучший актёр в комедии или мюзикле    | • Уолтер Маттау — «Первый понедельник октября» (за роль Дэна Сноу)                                                                   | |                 |
| Лучшая актриса в комедии или мюзикле  | | • Бернадетт Питерс — «Гроши с неба» (за роль Эйлин)                                                                                  |                 |
| Лучшая актриса в комедии или мюзикле  | • Блэр Браун — «Континентальный водораздел» (за роль Нелл Портер)                                                                    | |                 |
| Лучшая актриса в комедии или мюзикле  | • Кэрол Бёрнетт — «Времена года» (за роль Кейт Берроуз)                                                                              | |                 |
| Лучшая актриса в комедии или мюзикле  | • Джилл Клейберг — «Первый понедельник октября» (за роль Рут Лумис)                                                                  | |                 |
| Лучшая актриса в комедии или мюзикле  | • Лайза Миннелли — «Артур» (за роль Линды Мароллы)                                                                                   | |                 |
| Лучший актёр второго плана            | Джон Гилгуд | • Джон Гилгуд — «Артур» (за роль Хобсона)                                                                                            |                 |
| Лучший актёр второго плана            | Джон Гилгуд | • Джеймс Коко — «Только когда я смеюсь» (англ.) (за роль Джимми Перрино)                                                             |                 |
| Лучший актёр второго плана            | Джон Гилгуд | • Джек Николсон — «Красные» (за роль Юджина О’Нила)                                                                                  |                 |
| Лучший актёр второго плана            | Джон Гилгуд | • Говард Э. Роллинз мл. — «Рэгтайм» (за роль Джона Колхауса Уокера мл.)                                                              |                 |
| Лучший актёр второго плана            | Джон Гилгуд | • Орсон Уэллс — «Бабочка» (англ.) (за роль судьи Ройча)                                                                              |                 |
| Лучшая актриса второго плана          | | • Джоан Хакетт — «Только когда я смеюсь» (за роль Тоби Ландау)                                                                       |                 |
| Лучшая актриса второго плана          | • Джейн Фонда — «На золотом озере» (за роль Челси Тэйер Уэйн)                                                                        | |                 |
| Лучшая актриса второго плана          | • Кристи Макникол — «Только когда я смеюсь» (за роль Полли Хайнс)                                                                    | |                 |
| Лучшая актриса второго плана          | • Морин Стэплтон — «Красные» (за роль Эммы Гольдман)                                                                                 | |                 |
| Лучшая актриса второго плана          | • Мэри Стинберджен — «Рэгтайм» (за роль матери)                                                                                      | |                 |
| Новая звезда года                     | • Пиа Задора — «Бабочка» (за роль Кэди Тайлер)                                                                                       | • Пиа Задора — «Бабочка» (за роль Кэди Тайлер)                                                                                       |                 |
| Новая звезда года                     | • Элизабет Макговерн — «Рэгтайм» (за роль Эвелин Несбит)                                                                             | |                 |
| Новая звезда года                     | • Говард Э. Роллинз мл. — «Рэгтайм» (за роль Джона Колхауса Уокера мл.)                                                              | |                 |
| Новая звезда года                     | • Кэтлин Тёрнер — «Жар тела» (за роль Мэтти Уолкер)                                                                                  | |                 |
| Новая звезда года                     | • Рэйчел Уорд — «Команда Шарки» (за роль Домино)                                                                                     | |                 |
| Новая звезда года                     | • Крейг Уоссон — «Четверо друзей» (англ.) (за роль Данило)                                                                           | |                 |
| Лучший сценарий                       | • Эрнест Томпсон — «На золотом озере»                                                                                                | • Эрнест Томпсон — «На золотом озере»                                                                                                |                 |
| Лучший сценарий                       | • Алан Алда — «Времена года» | |                 |
| Лучший сценарий                       | • Уоррен Битти — «Красные» | |                 |
| Лучший сценарий                       | • Курт Людтке — «Без злого умысла»                                                                                                   | |                 |
| Лучший сценарий                       | • Гарольд Пинтер — «Женщина французского лейтенанта»                                                                                 | |                 |
| Лучшая музыка к фильму                | Не присуждалась | Не присуждалась | Не присуждалась |
| Лучшая песня                          | • Arthur's Theme (Best That You Can Do) — «Артур» — музыка и слова: Питер Аллен, Берт Бакарак, Кристофер Кросс и Кэрол Байер Сейджер | • Arthur's Theme (Best That You Can Do) — «Артур» — музыка и слова: Питер Аллен, Берт Бакарак, Кристофер Кросс и Кэрол Байер Сейджер |                 |
| Лучшая песня                          | • Endless Love — «Бесконечная любовь» — музыка и слова: Лайонел Ричи                                                                 | |                 |
| Лучшая песня                          | • For Your Eyes Only — «Только для твоих глаз» — музыка: Билл Конти, слова: Майкл Лисон                                              | |                 |
| Лучшая песня                          | • It's Wrong For Me To Love You — «Бабочка» — музыка: Эннио Морриконе, слова: Кэрол Коннорс                                          | |                 |
| Лучшая песня                          | • One More Hour — «Рэгтайм» — музыка и слова: Рэнди Ньюман                                                                           | |                 |
| Лучший иностранный фильм              | • Огненные колесницы / Chariots of Fire (Великобритания)                                                                             | • Огненные колесницы / Chariots of Fire (Великобритания)                                                                             |                 |
| Лучший иностранный фильм              | • Атлантик-Сити / Atlantic City (Канада)                                                                                             | |                 |
| Лучший иностранный фильм              | • Подводная лодка / Das Boot (ФРГ)                                                                                                   | |                 |
| Лучший иностранный фильм              | • Галлиполи / Gallipoli (Австралия)                                                                                                  | |                 |
| Лучший иностранный фильм              | • Пишоте: Закон самого слабого / Pixote, a Lei do Mais Fraco (Бразилия)                                                              | |                 |

### Телевизионные награды
| Категории                                                               | Лауреаты и номинанты                                                                                    | Лауреаты и номинанты                                                         |
| ----------------------------------------------------------------------- | --- | ---------------------------------------------------------------------------- |
| Лучший телевизионный сериал (драма)                                     | • Блюз Хилл стрит / Hill Street Blues                                                                   | • Блюз Хилл стрит / Hill Street Blues                                        |
| Лучший телевизионный сериал (драма)                                     | • Даллас / Dallas                                                                                       |                                                                              |
| Лучший телевизионный сериал (драма)                                     | • Династия / Dynasty                                                                                    |                                                                              |
| Лучший телевизионный сериал (драма)                                     | • Супруги Харт / Hart to Hart                                                                           |                                                                              |
| Лучший телевизионный сериал (драма)                                     | • Лу Грант / Lou Grant                                                                                  |                                                                              |
| Лучший телевизионный сериал (комедия или мюзикл)                        | • МЭШ / M*A*S*H                                                                                         | • МЭШ / M*A*S*H                                                              |
| Лучший телевизионный сериал (комедия или мюзикл)                        | • Барбара Мандрелл и сёстры Мандрелл / Barbara Mandrell and the Mandrell Sisters                        |                                                                              |
| Лучший телевизионный сериал (комедия или мюзикл)                        | • Лодка любви / The Love Boat                                                                           |                                                                              |
| Лучший телевизионный сериал (комедия или мюзикл)                        | • Рядовой Бенджамин / Private Benjamin                                                                  |                                                                              |
| Лучший телевизионный сериал (комедия или мюзикл)                        | • Такси / Taxi                                                                                          |                                                                              |
| Лучший мини-сериал или телефильм                                        | • Билл / Bill                                                                                           | • Билл / Bill                                                                |
| Лучший мини-сериал или телефильм                                        | • К востоку от рая / East of Eden                                                                       |                                                                              |
| Лучший мини-сериал или телефильм                                        | • Долгий путь домой / A Long Way Home                                                                   |                                                                              |
| Лучший мини-сериал или телефильм                                        | • Масада / Masada                                                                                       |                                                                              |
| Лучший мини-сериал или телефильм                                        | • Убийство в Техасе / Murder in Texas                                                                   |                                                                              |
| Лучшая передача на ТВ (Best TV Special - Variety/Musical)               | • The Kennedy Center Honors: A Celebration of the Performing Arts                                       | • The Kennedy Center Honors: A Celebration of the Performing Arts            |
| Лучшая передача на ТВ (Best TV Special - Variety/Musical)               | • Американский институт кино чествует Фреда Астера / The American Film Institute Salute to Fred Astaire |                                                                              |
| Лучшая передача на ТВ (Best TV Special - Variety/Musical)               | • Diana                                                                                                 |                                                                              |
| Лучшая передача на ТВ (Best TV Special - Variety/Musical)               | • Лили: Продано / Lily: Sold Out                                                                        |                                                                              |
| Лучшая передача на ТВ (Best TV Special - Variety/Musical)               | • A Lincoln Center Special: Beverly!                                                                    |                                                                              |
| Лучший актёр в драматическом телесериале                                | | • Дэниел Дж. Траванти — «Блюз Хилл стрит» (за роль капитана Фрэнка Фурилло)  |
| Лучший актёр в драматическом телесериале                                | • Эдвард Аснер — «Лу Грант» (за роль Лу Гранта)                                                         |                                                                              |
| Лучший актёр в драматическом телесериале                                | • Джон Форсайт — «Династия» (за роль Блейка Кэррингтона)                                                |                                                                              |
| Лучший актёр в драматическом телесериале                                | • Ларри Хэгмэн — «Даллас» (за роль Джей Ара Юинга)                                                      |                                                                              |
| Лучший актёр в драматическом телесериале                                | • Том Селлек — «Частный детектив Магнум» (за роль детектива Томаса Магнума)                             |                                                                              |
| Лучшая актриса в в драматическом телесериале                            | Линда Эванс                                                                                             | • Линда Эванс — «Династия» (за роль Кристл Кэррингтон)                       |
| Лучшая актриса в в драматическом телесериале                            | Линда Эванс                                                                                             | • Барбара Бел Геддес — «Даллас» (за роль мисс Элли Юинг)                     |
| Лучшая актриса в в драматическом телесериале                            | Линда Эванс                                                                                             | • Джоан Коллинз — «Династия» (за роль Алексис Кэррингтон Колби)              |
| Лучшая актриса в в драматическом телесериале                            | Линда Эванс                                                                                             | • Морган Фэйрчайлд — «Фламинго-роуд» (за роль Констанс Уэлдон Карлайл)       |
| Лучшая актриса в в драматическом телесериале                            | Линда Эванс                                                                                             | • Линда Грей — «Даллас» (за роль Сью Эллен Юинг)                             |
| Лучшая актриса в в драматическом телесериале                            | Линда Эванс                                                                                             | • Стефани Пауэрс — «Супруги Харт» (за роль Дженнифер Харт)                   |
| Лучший актёр в телесериале (комедия или мюзикл)                         | Алан Алда                                                                                               | • Алан Алда — «МЭШ» (за роль капитана Бенджамина Франклина Пирса)            |
| Лучший актёр в телесериале (комедия или мюзикл)                         | Алан Алда                                                                                               | • Джеймс Гарнер — «Брет Мэверик» (англ.) (за роль Брета Мэверика)            |
| Лучший актёр в телесериале (комедия или мюзикл)                         | Алан Алда                                                                                               | • Джадд Хирш — «Такси» (за роль Алекса Райгера)                              |
| Лучший актёр в телесериале (комедия или мюзикл)                         | Алан Алда                                                                                               | • Гэвин Маклауд — «Лодка любви» (за роль капитана Меррилла Стабинга)         |
| Лучший актёр в телесериале (комедия или мюзикл)                         | Алан Алда                                                                                               | • Тони Рэндалл — «Любовь, Сидней» (англ.) (за роль Сиднея Шора)              |
| Лучшая актриса в телесериале (комедия или мюзикл)                       | | • Айлин Бреннан — «Рядовой Бенджамин» (англ.) (за роль капитана Дорин Льюис) |
| Лучшая актриса в телесериале (комедия или мюзикл)                       | • Лони Андерсон — «Радио Цинциннати» (англ.) (за Дженнифер Элизабет Марлоу)                             |                                                                              |
| Лучшая актриса в телесериале (комедия или мюзикл)                       | • Бонни Франклин — «Однажды за один раз» (за роль Энн Романо)                                           |                                                                              |
| Лучшая актриса в телесериале (комедия или мюзикл)                       | • Барбара Мэндрелл — «Барбара Мандрелл и сёстры Мандрелл» (за роль самой себя)                          |                                                                              |
| Лучшая актриса в телесериале (комедия или мюзикл)                       | • Лоретта Свит — «МЭШ» (за роль майора Маргарет Халиган)                                                |                                                                              |
| Лучший актёр в мини-сериале или телефильме                              | | • Микки Руни — «Билл» (за роль Билла Сэктера)                                |
| Лучший актёр в мини-сериале или телефильме                              | • Дирк Богард — «История Патриции Нил» (за роль Роальда Даля)                                           |                                                                              |
| Лучший актёр в мини-сериале или телефильме                              | • Тимоти Хаттон — «Долгий путь домой» (за роль Дональда Бранча Бута)                                    |                                                                              |
| Лучший актёр в мини-сериале или телефильме                              | • Дэнни Кей — «Скоки» (англ.) (за роль Макса Фельдмана)                                                 |                                                                              |
| Лучший актёр в мини-сериале или телефильме                              | • Питер О’Тул — «Масада» (за роль Корнелиуса Флавиуса Сильвы)                                           |                                                                              |
| Лучший актёр в мини-сериале или телефильме                              | • Рэй Шарки — «Испытание Билла Карни» (англ.) (за роль Билла Карни)                                     |                                                                              |
| Лучший актёр в мини-сериале или телефильме                              | • Питер Штраусс — «Масада» (за роль Элазара бен Яира)                                                   |                                                                              |
| Лучшая актриса в мини-сериале или телефильме                            | | • Джейн Сеймур — «К востоку от рая» (за роль Кэти Траск)                     |
| Лучшая актриса в мини-сериале или телефильме                            | • Эллен Бёрстин — «Народ против Джин Харрис» (за роль Джин Харрис)                                      |                                                                              |
| Лучшая актриса в мини-сериале или телефильме                            | • Гленда Джексон — «История Патриции Нил» (за роль Патриции Нил)                                        |                                                                              |
| Лучшая актриса в мини-сериале или телефильме                            | • Жаклин Смит — «Первая леди» (англ.) (за роль Жаклин Кеннеди)                                          |                                                                              |
| Лучшая актриса в мини-сериале или телефильме                            | • Джоан Вудвард — «Кризис в Централ-Хай» (англ.) (за роль Элизабет Хакаби)                              |                                                                              |
| Лучший актёр второго плана в телесериале, мини-сериале или телефильме   | | • Джон Хиллерман — «Частный детектив Магнум» (за роль Джонатана Хиггинса)    |
| Лучший актёр второго плана в телесериале, мини-сериале или телефильме   | • Дэнни Де Вито — «Такси» (за роль Луи Де Пальмы)                                                       |                                                                              |
| Лучший актёр второго плана в телесериале, мини-сериале или телефильме   | • Пэт Харингтон мл. — «Однажды за один раз» (за роль Дуэйна Ф. Шнайдера)                                |                                                                              |
| Лучший актёр второго плана в телесериале, мини-сериале или телефильме   | • Вик Тейбэк — «Элис» (англ.) (за роль Мела Шарплса)                                                    |                                                                              |
| Лучший актёр второго плана в телесериале, мини-сериале или телефильме   | • Эрве Вильшез — «Остров фантазий» (англ.) (за роль Тату)                                               |                                                                              |
| Лучшая актриса второго плана в телесериале, мини-сериале или телефильме | | • Валери Бертинелли — «Однажды за один раз» (за роль Барбары Купер)          |
| Лучшая актриса второго плана в телесериале, мини-сериале или телефильме | • Даниэль Брисбуа — «У Арчи Банкера» (англ.) (за роль Стефани Миллс)                                    |                                                                              |
| Лучшая актриса второго плана в телесериале, мини-сериале или телефильме | • Мэрилу Хеннер — «Такси» (за роль Элейн О’Коннор-Нардо)                                                |                                                                              |
| Лучшая актриса второго плана в телесериале, мини-сериале или телефильме | • Бет Хоуланд — «Элис» (за роль Веры Луизы Горман)                                                      |                                                                              |
| Лучшая актриса второго плана в телесериале, мини-сериале или телефильме | • Лорен Тьюис — «Лодка любви» (за роль Джули Маккой)                                                    |                                                                              |

### Специальные награды
| Награда                                                     | Лауреаты  | Лауреаты                                                     |
| ----------------------------------------------------------- | --------- | ------------------------------------------------------------ |
| Премия Сесиля Б. Де Милля (Награда за вклад в кинематограф) |           | • Сидни Пуатье                                               |
| Мисс «Золотой глобус» 1982 (Символический титул)            | Лора Дерн | • Лора Дерн — (дочь актёра Брюса Дерна и актрисы Дайан Ладд) |